# Alfonso Coto Monge
Alfonso Coto Monge (ur. 5 sierpnia 1915 w Cartago, zm. 22 lipca 2006) – kostarykański duchowny katolicki, wikariusz apostolski Limón 1980-1994.

## Życiorys
Święcenia kapłańskie otrzymał 9 listopada 1941.
7 marca 1980 papież Jan Paweł II mianował go wikariuszem apostolskim Limón. 11 kwietnia z rąk arcybiskupa Lajosa Kady przyjął sakrę biskupią. 30 grudnia 1994 ze względu na wiek złożył rezygnację z zajmowanej funkcji. 
Zmarł 22 lipca 2006.